# Krvavec (hudournik)
Krvavec je hudourniški gorski potok, ki izvira v zatrepu doline Kamniška Bistrica. Ob močnem deževju oziroma v času pomladanskega taljenja snega se izliva v reko Kamniška Bistrica.